# 張愛玲
張 愛玲（ちょう あいれい、アイリーン・チャン、英: Eileen Chang、1920年9月30日 - 1995年9月8日）は、中国の小説家。代表作に『金鎖記』『傾城之恋』『半生縁』『怨女』『赤地之恋』『秧歌』などがある。小説家としての執筆活動のほか、香港電懋電影公司の『南北一家親』など6本の脚本を書いたり、翻訳、考証に携わった。日本でも翻訳本、張愛玲の伝記が発売されている。

## 経歴
1920年（1921年という説も）、張志沂（1896年 - 1953年）と黄素瓊（1893年 – 1957年）の長女として上海で生まれる。祖父は清朝末期の大臣張佩綸（1848年 - 1903年）、祖母は清朝末期の洋務運動の指導者の一人であった李鴻章（1823年 - 1901年）の長女・李菊耦（1866年 - 1912年）であった。生まれた当初は、張煐と呼ばれていた。1922年、一家は天津に引越し、張愛玲は4歳のときに私塾に入った。1928年上海に戻る。

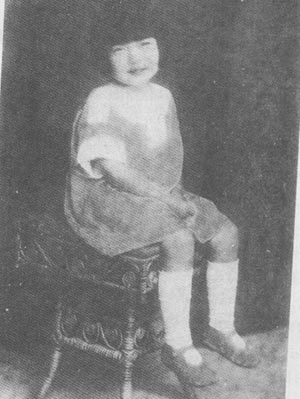
子ども時代の張愛玲1930年代

1930年、母の黄素瓊が彼女をミッション系の黄氏小学校に編入させ、その際に彼女を名前を張愛玲に改名する。愛玲とは英語名アイリーン（Eileen）の音訳である。同年、両親が離婚。1931年に上海にあった米国聖公会の聖マリア女学校に進学、翌年には処女作となる短編小説『不幸的她』を校内の刊行物に発表。1938年、父や継母との不和により、実家を出て母と同居。
1939年に香港大学文学部に進学。成績優秀でロンドン大学への留学の機会もあったが、戦争の悪化により学業を中断せざるをえず、1941年には上海に戻って文学創作活動に勤しんだ。
1943年、『沈香屑 第一炉香』『傾城之恋』『心経』など、代表作となる作品を発表。同年に汪兆銘の傀儡政権幹部の胡蘭成と知り合い、翌年に結婚。しかし、結婚期間は長くなく1947年に離婚している。

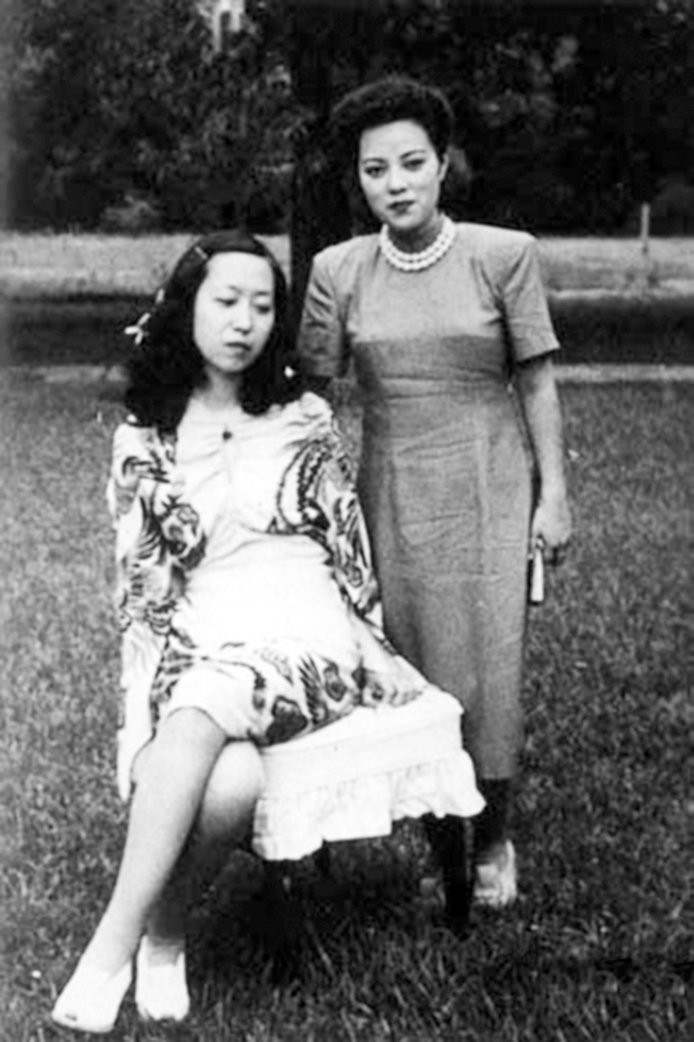
張愛玲と李香蘭1945年

1952年、香港に再び移り住む。彼女は香港における米国新聞局で翻訳の仕事を務めたり、小説『秧歌』『赤地之恋』の執筆を開始する。この小説のストーリーの背景には「三反五反運動」時代がある。これらの作品は、当時の中国の思想と相容れぬものがあったため、「毒草」と批判を受けた。
1955年、アメリカに移り住む。1956年に劇作家のフェルディナント・ライヤーと知り合い結婚し、1960年にアメリカ市民権を得た。ライヤーとは10以上の年の差で結婚した。以後中国に帰国することは無かったが、香港映画の脚本などを執筆している。中国の文学界においては、張愛玲の作品は1952年以来禁書の扱いを受け、彼女自身も長きにわたって典型的な悪玉と見なされ、改革開放後にようやく見直されることとなった。
1967年、夫ライヤーが死去。清末の韓邦慶による長編小説『海上花列伝』の英文翻訳に取り掛かる。1973年にロサンゼルスに移り住む。1995年9月8日、ロサンゼルスで死去、74歳であった。

## 作品・評価
張愛玲は多くの作品を残したが、小説のほかにも散文、映画脚本、文学論も書いている。また彼女の書いた書簡も研究者の研究対象となっている。張愛玲の作品のうち『怨女』『流言』『半生縁』『張愛玲短編小説集』は、1960・70年代前後に台北の皇冠出版社から改めて出版され、1980年代に海外で大いに売り出された。張愛玲の小説のスタイルは、戦後台湾の文壇における小説の流派に、大きな影響を残している。
また、上海は租界都市として発達したが、太平洋戦争勃発によって英米租界、仏租界ともに陥落すると、作家や知識人たちの多くは重慶などの「内地」に向かったため、文壇は空洞化していた。上海の人々が読むものに飢えていたときに彗星のように現れた張愛玲は「干からびた水土に奇跡のように咲いた花」（フランス文学者傅雷による論評）として歓迎され、評価された。
1956年、アメリカで出版したThe Rice-Sprout Songは好評を博し、当時アメリカにいた胡適に激賞されたが継続の作品は出版の幸運に恵まれなかった。
1961年には創作のため単身で台湾に渡った。この時は台湾の文学雑誌「現代文学」の同人に歓待された記録が残っている。
2004年2月、台湾皇冠文化集団が設立50周年を記念して、張愛玲の遺作『同学少年都不賎』を出版すると公表した。中国でも簡体字版が天津人民出版社によって発行されており、現在は、台湾・香港・大陸全域で広く読まれ、その文体と才能が賞讃されている。
また、海外学界での評価も著しく高い。南カリフォルニア大学教授のDominic Cheungによれば、「国民党と共産党の政治的分裂がなければ、ノーベル賞を受賞していたはずだ」と述べ、世界的な中国文学評論家夏志清は、二十世紀最高の中国文学者は魯迅と張愛玲の二人であると述べ、特に『中国現代小説史』においては張愛玲を魯迅を越える面が多いとして激賞している。魯迅の相対的に低い評価は批判を招いたが、張愛玲の評価が高まるにつれて理解されつつある。
日本においては、魯迅に比べて知名度が極端に低く、訳書も少ない。魯迅の文体は簡潔であり、思想に重点をおいているため、日本語に翻訳しやすいが、張愛玲の特長の一つは華麗な文体にあり、読みやすい日本語に訳せば彼女の美文が消えてしまい、美文を残そうとすれば成語（四字熟語）ばかりの中国語直訳調になってしまう。この翻訳の難しさが訳書の数を少なくしている。

## 主な著作

### 短編小説
- 『秧歌（中国語版）』("The Rice Sprout Song: a Novel of Modern China")
- 『金鎖記（中国語版）』("The Golden Cangue")：テレビドラマ化され、リメイクもされた。
- 『沈香屑 第一炉香』：『第一炉香』として映画化された。
- 『傾城之恋』("Love in a Fallen City")：映画化、舞台化されている。
- 『色・戒』("Lust, Caution")：『ラスト、コーション』として映画化され、第64回ヴェネツィア国際映画祭で金獅子賞を受賞。『色、戒』のモデルは中国の女スパイ・鄭蘋茹。晴気慶胤の「上海テロ工作76号」で有名な特務機関「ジェスフィールド76号」の丁黙邨が悪役のモデル。

### 中編小説
- 『小艾』
- 『同学少年都不賎（中国語版）』

### 長編小説
- 『十八春』：後に『半生縁（中国語版）』と改題して書き改められる。/『半生縁』：映画化、テレビドラマ化、舞台化されている。
- 『赤地之恋（中国語版）』("Naked Earth")
- 『怨女』("The Rouge of the North（ドイツ語版）")：映画化されている。
- 『流言』("Written on Water（英語版）")
- 『紅楼夢魘』
- 『海上花列伝』("The Sing-song Girls of Shanghai")：『フラワーズ・オブ・シャンハイ』として映画化されている。
  - 『海上花開』
  - 『海上花落』
- 『張看』
- 『惘然記』
  - 短編小説『色、戒』を収録。
- 『対照記』
- 『余韻』
- 『小団円』
- 『愛黙森選集』（翻訳作品）
- 『封鎖』("Sealed Off")
- 『茉莉片香』 ("Jasmine Tea")

### 翻訳
- 『赤い恋』柏謙作訳（生活社、1955年）
- 『農民音楽隊』並河亮訳（時事通信社、1956年）
- 『浪漫都市物語　上海・香港’40s 発見と冒険の中国文学』藤井省三監修（JICC出版局、1991年）、他は楊絳の短編

「封鎖」「香港－焼け跡の街」「囁き」「やっぱり上海人」清水賢一郎訳
「戦場の恋－香港にて」上田志津子訳
- 『傾城の恋』池上貞子訳（平凡社、1995年）

「金鎖記」「留情」「傾城の恋」
- 『半生縁－上海の恋』方蘭訳（勉誠出版、2004年）
- 『ラスト、コーション』南雲智訳（集英社文庫、2007年）

アイリーン・チャン表記で「色・戒」「愛ゆえに」「浮き草」「お久しぶり」
- 『中国が愛を知ったころ――張愛玲短篇選』濱田麻矢訳（岩波書店、2017年）

「沈香屑 第一炉香」「中国が愛を知ったころ」「同級生」
- 『傾城の恋／封鎖』藤井省三訳（光文社古典新訳文庫、2018年）、全5作
- 『半生の絆』濱田麻矢訳（ハヤカワepi文庫、2025年）

以下は選集
- 『笑いの共和国　中国のユーモア文学傑作選』藤井省三監修（白水社、1992年）

「外国人が京劇およびその他を観ると」藤井省三訳
- 『世界文学のフロンティア4 ノスタルジア』（岩波書店、1996年）

「赤薔薇・白薔薇」垂水千恵訳
- 『中国現代文学珠玉選　小説2』丸山昇監修、佐治俊彦主編（二玄社、2000年）

「若い時」伊禮智香子訳
- 『中国現代文学珠玉選　小説3』丸山昇監修、白水紀子主編（二玄社、2001年）

「心経」丸尾常喜訳
- 『翻訳文学紀行III』ことたび編（ことばのたび社、2021年）[6]

「茉莉香片(ジャスミン茶)」小川主税訳

## 映画との関わり
張愛玲は、映画との関わりも深く脚本を提供した作品も少なからずあった。上海時代には、映画監督の桑弧と組んだ『不了情』、『太太万歳』、『哀楽中年』、1952年以降、香港に移ってからは喜劇色の強い『情場如戦場』などを手がけている。